# Форма мінеральних зерен
Форма мінеральних зерен характеризується коефіцієнтом сферичності φ, що являє собою відношення величини поверхні кулі SК до величини поверхні рівновеликого йому за об'ємом зерна неправильної форми S:
φ = SК / S. 
Форма зерен залежить від природи мінералів. Мінеральні зерна корінних родовищ мають різну неправильну форму: кубічну (магнетит), кутасту (вугілля), пластинчасту (сланець), голчасту (азбест). Зерна мінералів розсипних родовищ під впливом руслових потоків на-бувають обкатаної форми, близької до сферичної.
Коефіцієнт сферичності мінеральних зерен φ :
- Пластинчаста — 0,2—0,6
- Голчаста 0,6—0,7
- Довгаста 0,6—0,8
- Циліндрична 0,7—0,8
- Кубічна 0,7—0,8
- Кутаста 0,8
- Округлена, обкатана 0,8—0,9
- Сферична 1,0

Звичайно коефіцієнт сферичності мінеральних зерен φ ≤ 1. Чим більше наближається форма зерна до сфери, тим більша швидкість його руху в середовищі в порівнянні зі швидкістю руху зерен іншої форми. При гравітаційному збагаченні найбільш сприятливий варіант має місце в тому випадку, якщо зерна мінералу більшої густини будуть мати округлу форму, близьку до сферичної, а зерна мінералу меншої густини — плоску форму, близьку до пластинчастої.